# Żelazne Wrota (Tatry)

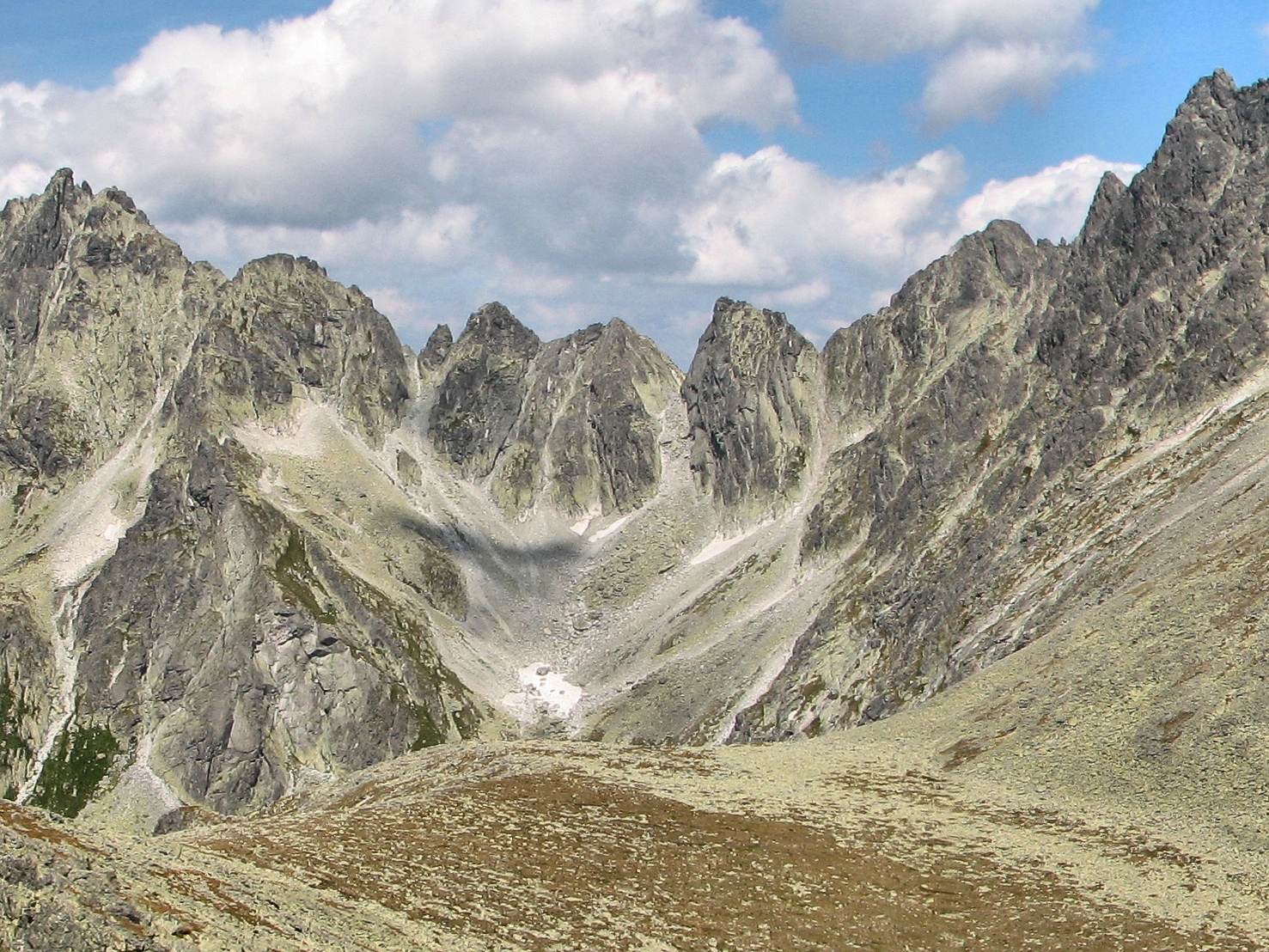
Żelazne Wrota z Tępej; od lewej Żłobisty Szczyt, Zachodni Szczyt Żelaznych Wrót, Zachodnie Żelazne Wrota, Śnieżna Kopa, Wschodnie Żelazne Wrota oraz Zmarzły Szczyt

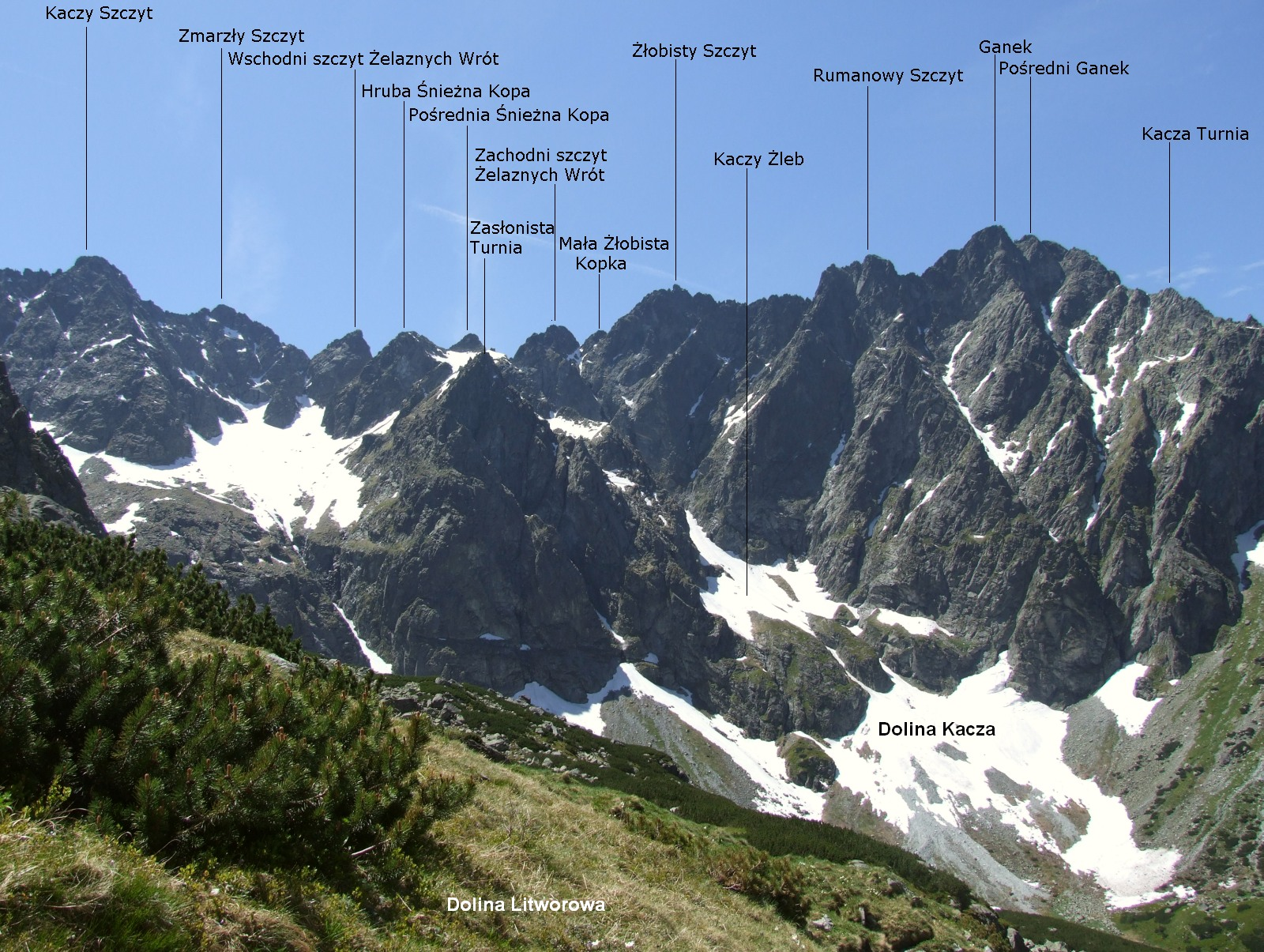
Widok na Żelazne Wrota z Doliny Litworowej

Żelazne Wrota (słow. Železná brána, niem. Eisernes Tor, węg. Vaskapu) – dwie przełęcze położone w głównej grani Tatr pomiędzy Żłobistym Szczytem (Zlobivá) a Zmarzłym Szczytem (Popradský Ľadový štít), dokładniej zaś pomiędzy Zachodnim Szczytem Żelaznych Wrót a Wschodnim Szczytem Żelaznych Wrót. Pomiędzy przełęczami znajdują się trzy wierzchołki Śnieżnych Kop. W grani pomiędzy obydwiema Żelaznymi Wrotami w kierunku od zachodu na wschód wyróżnia się kolejno następujące obiekty:
- Zachodni Szczyt Żelaznych Wrót (Západný železný štít) ~ 2360 m,
- Zachodnie Żelazne Wrota (Západná železná brána) ~ 2280 m,
- Mała Śnieżna Kopa (Malá Snežná kopa),
- Niżnia Śnieżna Ławka (Nižná snežná lávka),
- Pośrednia Śnieżna Kopa (Prostredná Snežná kopa) 2322 m,
- Wyżnia Śnieżna Ławka (Vyšná snežná lávka),
- Hruba Śnieżna Kopa (Hrubá Snežná kopa) ~ 2310 m,
- Wschodnie Żelazne Wrota (Východná železná brána) ~ 2255 m,
- Wschodni Szczyt Żelaznych Wrót (Východný železný štít) ~ 2340 m.

Po wschodniej stronie Żelaznych Wrót znajduje się Dolina Kacza (Kačacia dolina), po zachodniej Dolina Złomisk (Zlomisková dolina). Pierwszego przejścia Wschodnich Żelaznych Wrót dokonał 3 września 1874 r. Mór Déchy z przewodnikami: Jánem Rumanem Driečnym młodszym i Martinem Spitzkopfem.
Zachodnie Żelazne Wrota, spod których opada potężny Kaczy Żleb, nie są dobrym przejściem między tymi dolinami. Pierwsze przejścia: latem Adam Asnyk, Jan Gwalbert i Mieczysław Pawlikowscy oraz przewodnicy Józef Fronek, Jakub Giewont, Józef Sieczka i Maciej Sieczka, 26 lipca 1876 r., zimą: Alfred Martin, Johann Breuer, Johann Franz (senior) 30 marca 1907 r.
W Tatrach oraz w różnych górach w krajach na południe i wschód od Tatr występuje (w różnych językach) więcej jeszcze nazw Żelazne Wrota lub Żelazne Bramy. Wszystkie one powstały niezależnie od siebie i oznaczają przełęcze, czy szczerbiny w skałach, wyglądające jak wrota czy bramy, a otaczające je ciemne skały przypominają żelazo. Wschodnie Żelazne Wrota od strony Doliny Złomisk rzeczywiście przypominają swoim wyglądem wyłamane wrota, zaś wznosząca się nad nimi płytowa ściana Wschodniego Szczytu Żelaznych wrót podobna jest do baszty. Dawniej nazwą Żelazne Wrota określano cały odcinek grani od Rumanowej Przełęczy do Wschodniej Batyżowieckiej Przełęczy, dopiero później nadano szczegółowe nazwy wszystkim formacjom skalnym i nazwa Żelazne Wrota zachowana została tylko dla dwu przełęczy.